# Pete Schoening
Pete Kittilsby Schoening (ur. 30 lipca 1927 w Seattle,  zm. 22 września 2004 w Kenmore) był amerykańskim wspinaczem. Razem z Andym Kauffmanem, byli pierwszymi ludźmi, którzy zdobyli Gaszerbrum I w 1958 r. Był też jednym z pierwszych na szczycie Mount Vinson na Antarktydzie w 1966 r.
Uczestniczył też w trzeciej ekspedycji amerykańskiej na K2, która zakończyła się niepowodzeniem. Podczas tej wyprawy uratował on życie pięciu swoich kolegów.